# 清水節
清水 節（しみず たかし、1962年8月17日 - ）は、日本の編集者、映画評論家、映画ジャーナリスト、コラムニスト、クリエイティブディレクター。

## 来歴・人物
東京都新宿区出身。日本大学藝術学部映画学科中退。テーマパーク運営会社、CM制作会社、編プロ、業界誌などを経て、92年頃よりフリーランスの編集・文筆業に。
映画を中心とする企画・編集・執筆・批評・出演活動を展開。映画誌「PREMIERE 日本版」、SF映画誌「STARLOG 日本版」などでの編集・執筆を経て、映画情報ウェブサイト「映画.com」「シネマトゥデイ」でのコラムや映画評論、映画誌「FLIX」などでのコラム執筆や、ウェブサイト編集ディレクション、クリエイティブディレクター、アドバイザーなどを務める。
2015年8月8日にオンエアされた、WOWOWのドキュメンタリー番組「ノンフィクションW」の終戦70年特別企画「撮影監督ハリー三村のヒロシマ〜カラーフィルムに残された復興への祈り〜」を企画・構成原案・取材というクレジットで制作し、第53回ギャラクシー賞奨励賞を受賞、第70回文化庁芸術祭参加作品に。同年12月16日には『スター・ウォーズ/フォースの覚醒』公開を前にして、新潮新書「スター・ウォーズ学」をゲームクリエイター柴尾英令との共著で出版。TOKYO FMのアカデミックなレクチャー番組「未来授業」で同書をベースにしたトークを、2016年2月（5分×4回）に行った。
00年よりBSフジの映画トーク番組「映画大王」（司会：筧利夫、佐々木恭子）のレギュラー解説者、03年より、J-WAVEの情報番組「東京コンシェルジュ」（司会：八木亜希子）で映画コンシェルジュとしてレギュラー出演。BSジャパンの映画情報番組「シネマアディクト」（12年〜）に出演して旧作名画や往年のスターについて語った。
ウルトラマンをはじめ初期ウルトラシリーズのデザイナーとして著名な、彫刻家・成田亨の企画展「怪獣と美術〜成田亨の造形芸術とその後の怪獣美術〜」（07年／三鷹、山形、足利）のコーディネート作業を担当。
海外TVドラマ『GALACTICA/ギャラクティカ』の日本上陸を働きかける。08年より、同作品のDVDクリエイティブディレクターとしてパッケージ制作等に当たり、庵野秀明や樋口真嗣、出渕裕、大友啓史らのクリエイター、声優の坂口芳貞、女優のグレイス・パークらをイベント・ゲストに招いて企画制作・司会進行を務め、作品普及に尽力。
ネット上での映画批評は、長年にわたって「映画.com」で執筆していたが、13年夏頃から「シネマトゥデイ」に移って執筆している。

## 編集・執筆
- 季刊誌「kotoba」2016年春号[6]：特集「映画と本の意外な関係」＜『闇の奥』に魅入られた監督たち＞（集英社）
- Pen「史上最強の007を目撃せよ。」（CCCメディアハウス）
- 書籍「観ずに死ねるか!! 傑作絶望シネマ88」＜アンドレ・カイヤット監督作品『眼には眼を』 〜まぶたに焼き付くあまりに無慈悲な幕切れ〜＞（鉄人社）
- 劇団民藝「光の国から僕らのために―金城哲夫伝―」劇場プログラム寄稿＜世界が一体感を得るための葛藤＞(紀伊國屋サザンシアター)
- 「QTクエンティン・タランティーノ アルティメットガイド」寄稿（双葉社）
- 「新しき土」寄稿＜『新しき土』のイノベーションこそ円谷特撮の原点＞（キネマ旬報社）
- 「観ずに死ねるか！傑作ドキュメンタリー88」寄稿＜NHK『映像の世紀』〜壮大なスケールで20世紀を総括する空前絶後の物語＞（鉄人社）
- 「大映特撮映画大全」（角川書店）
- フィギュア誌 「COOLTOYS」【成田亨の造形芸術】他（ワニブックス）
- SF映画誌 「STARLOG 日本版」（竹書房）
- 映画誌「PREMIERE 日本版」（アシェット婦人画報社）
- 映画情報サイト「映画.com」【清水 節のメディア・シンクタンク】
- 映画・放送・音楽業界の総合ポータルサイト「文化通信.com」【メディア・シンクタンク】
- 映画情報サイト「シネマトゥデイ」【映画短評】
- 映画誌「FLIX」【シネ魂！】（徳間書店→ビジネス社）
- 映画誌「キネマ旬報」寄稿（キネマ旬報社）
- ミニシアター系フリーペーパー 「Dramatic!」編集長（アミューズソフトエンタテインメント）[7]
- 「プリズナーNo.6」 「ダンス・ウィズ・ウルブズ」他DVDブックレット
- 「ソーシャル・ネットワーク」「くちびるに歌を」「チャッピー」「X-ミッション」他劇場パンフレット寄稿
- 「スター・ウォーズ エピソード2 写真集」（ソニー・マガジンズ）
- 「アエラ・ムック/アメリカ映画がわかる本」寄稿（朝日新聞社）
- 「現代映画ナビゲーター」 寄稿（フィルムアート社）
- 遺稿集「眞実/成田亨〜ある芸術家の希望と絶望」編集協力・執筆
- 総天然色『ウルトラQ』公式ガイドブック（角川書店）海外取材・執筆
- 「るろうに剣心 伝説の最期編」劇場プログラム　作品評
- 映画誌「FLIX」連載【いつかギラギラする日〜角川春樹の映画革命〜】

## 出演・イベント・制作
- BSフジ「『プライムニュース』ウェブTV特番 八木亜希子のPRIME MOVIES」出演（2013年12月）
- J-WAVE「西尾由佳理　THE HUMAN」（【ジョージ・ルーカス】【黒澤明】）
- シネマトゥデイ「『009 RE:CYBORG』ブルーレイ＆DVD発売記念 神山健治×西田征史」コーディネート[8]
- 『るろうに剣心』Yahoo!映画レビュアー試写会【大友啓史監督ティーチイン】司会
- J-WAVE「BOOK BAR」（2013年6月1日、8日）[9][10]
- BSジャパン「シネマアディクト」（2012年）[11]
- J-WAVE「ULTRASEVEN ANTHOLOGY あの日、確かにセブンがいた」ナビゲーター（2013年8月11日）
- ニコ生特番「『ウルトラマンBlu-ray BOX I』リリース座談会」（2013年7月10日）
- J-WAVE「岡田准一 GROWING REED」（2011年6月26日）[12]
- TOKYO FM「スカパー！日曜シネマテーク」出演
- 通産省 シネマ活性化研究会「日本映画活性化策」プレゼンテーション
- ぴあフィルムフェスティバル事務局×早稲田大学「本庄市地域活性化」ブレスト・メンバー
- 六本木ヒルズアカデミー「東京コンシェルジュ」公開講座 講師
- TOKYO FM「サントリー・サタデー・ウェイティング・バー　AVANTI」出演
- スターチャンネル「ムービーチャット」（01〜02年／司会：クリス・ペプラー、望月理恵）番組構成
- J-WAVE「SMILE ON SUNDAY」（ナビゲーター：宮本絢子）第86回アカデミー賞特集
- NHK Eテレ「先人たちの底力 知恵泉」（制約を最大効果に変えろ！〜円谷英二 前編・後編〜）出演（2014年4月15日、22日）
- TBS「日立 世界・ふしぎ発見!」（特撮の神様・円谷英二）出演（2014年7月26日）
- WOWOW「ノンフィクションW」終戦70年特別企画（撮影監督ハリー三村のヒロシマ　〜カラーフィルムに残された復興への祈り〜）企画・構成原案・取材（2015年8月8日放送）
- ニッポン放送「八木亜希子 LOVE&MELODY」出演
- テレビ東京「日本人として知っておくべき戦後の51人」協力
- 下北沢：本屋B&B「清水節×柴尾英令×長澤茉里奈「あらためて学ぼう。スター・ウォーズとは何だったのか!?」（「スター・ウォーズ学」刊行記念）[13]
- 森ビル ラジオCM「HILLSコンシェルジュ」（J-WAVE）[14]

▼『GALACTICA/ギャラクティカ』イベント（新宿バルト9）＝企画制作・構成・司会進行

第1弾:DVD発進直前SPナイト「序章：ジェノサイド」上映（2008年5月22日）

第2弾:Boomer Night！「ペガサス三部作」上映■ゲスト…グレイス・パーク、樋口真嗣、出渕裕（2009年1月19日）

第3弾:サーガ補完計画「RAZOR／ペガサスの黙示録」上映■ゲスト…庵野秀明、樋口真嗣（2009年8月27日）

第4弾:サーガ全4節終結「#101 33分の恐怖」「#419〜420 黎明記 前・後編」上映■ゲスト…大友啓史（2010年10月27日）

第5弾:サーガ再起動計画「BLOOD&CHROME／最高機密指令」上映■ゲスト…庵野秀明、樋口真嗣、出渕裕、坂口芳貞（2013年6月26日）

## 編著
- 新潮新書「スター・ウォーズ学」共著（新潮社）
- 映画「ラストコンサート」ノベライズ
- 海外TVドラマ「THE 4400」ノベライズ
- 映画「カーズ」 ノベライズ
- 映画「遊星からの物体X」ノベライズ
- 映画「WALL・E／ウォーリー」ノベライズ

## エピソード
「J-WAVE ホリデースペシャル LET’S GET TOGETHER!」（ナビゲーター：渡部建）。もう一度映画館で見たい作品を、生放送中にツイッター等でリスナーが投票し、選ばれた映画を当日夜に上映するという企画に参加。リスナー・リクエストで上位だった『ダークナイト』、映画情報サイトの編集者が候補に挙げた『座頭市地獄旅』に対し、清水は『太陽を盗んだ男』（監督：長谷川和彦）をプレゼン。3本のフィルムは実際に映画会社にレンタル費用を支払って準備したことが強調され、清水は事前にツイッター上の長谷川和彦本人と彼のファンに、当日の投票に協力要請するようツイートするなどの根回しを行い、他の2本を圧する投票数を獲得。その結果、名画座やDVDで人気を博した70年代のカルト映画が、TOHOシネマズ六本木ヒルズのプレミアスクリーンで上映されるという事件が起きた。
「GALACTICAサーガ終結祭」（主催：デイライト／会場：新宿バルト9）。全4シーズンのDVDをリリースし終えた海外TVシリーズ『GALACTICA／ギャラクティカ』のファイナル・イベントを開催。テーマは「龍馬伝×ギャラクティカ〜魂のコラボぜよ。〜」。『龍馬伝』の総合演出家であるNHKのディレクター・大友啓史を招いて、日米のアンチTVドラマに通底する演出マインドの共通点を掘り下げる。清水は、シアトルのSF博物館で開催中のエキシビションへ赴いて自ら撮影してきたホームビデオ映像を披露。製作総指揮のロナルド・D・ムーアや、主演のエドワード・ジェームズ・オルモスによる、日本のファンへ向けたメッセージも流された。DLP変換上映されたのは、公式サイトの人気投票で圧倒的な人気を誇った#101「33分の恐怖」と、全4シーズンの最終話#419〜420「黎明紀 前後編 エクステンデッド・エディション」。
2011年6月26日OAのJ-WAVE「岡田准一 Growing Reed」に出演。テーマは「映画評論って今どうなっていますか？」。清水はOA前に、「評論家に対するある種の敵対心を感じさせる視線が何度も突き刺さった。こっちも挑発したりして。さてどこまで使われるのか。電波に乗りにくい話の応酬」とツイート。張り詰めた空気の対談は、岡田ファンにも概ね好評を得た。OA後に「批評家を丸裸にしてやれという台本意図をかわし（笑）、攻めを心掛けましたが、岡田准一という男のガチな姿に痺れました。そして大村Dの編集が絶妙でした」と、清水はツイートしている。
2013年6月1日、8日OAのJ-WAVE「BOOK BAR」で、思春期に多大な影響を受けた本として、清水はアーサー・C・クラークの『地球幼年期の終わり』と山田正紀の『神狩り』を挙げた。また、1978年の夏に創刊されたSFビジュアル雑誌「STARLOG日本版」（ツルモトルーム）が編集者としての原点だと語っている。
2013年6月26日、新宿バルト9で「GALACTICAサーガ再起動計画」を開催。日本語吹替版のアダマ艦長こと俳優・坂口芳貞を招聘し、庵野秀明、樋口真嗣、出渕裕の三大クリエリターに“ギャラクティカ名誉艦長”の称号を与えるイベントを企画構成。スピンオフ【BLOOD & CHROME／最高機密指令】リリースを柱に、「製作10周年」「全4シーズンBlu-ray化完了」をキーワードとして前面に押し出した。第1部トークには、ニコニコ動画の生放送中継が入り、40〜50代のファン中心だった本作の裾野が一気に若年層に拡がる。タイムシフト総来場者数22,480、コメント数6,888。第2部はスピンオフ上映だった。
フリーキャスター八木亜希子が、心に残った言葉を書き留めた自叙伝的な著書「その気持ちを伝えるために」（文藝春秋）に、清水の「愛なき批判は不毛です」という言葉が登場する。
2014年4月出演のNHK Eテレ『知恵泉〜円谷英二〜』で、清水は初期ウルトラシリーズについて「単なる勧善懲悪のドラマではない、同時代の社会の空気を盛り込み、なおかつ美的にも美しい世界観が培われた。それが後年半世紀にも渡り残る基礎になっている。円谷英二監修の元で全部責任取っていたのは大きい」と締め括った。本番組について、清水はコラム＜メディア・シンクタンク VOL.6＞で「構成やナレーション、VTRの中の映画史や事実関係に協力させて戴いた裏方の一人といえるかもしれない」と述べている。
コラム【メディア・シンクタンク】の『GODZILLA』と『るろ剣』の回について、「PV（ページビュー）とUU（ユニークユーザー）は共に2万5千前後」とツイートしている（2014年9月24日）。
2015年8月放送のWOWOW「ノンフィクションW」の終戦70年特別企画「撮影監督ハリー三村のヒロシマ〜カラーフィルムに残された復興への祈り〜」は、排日運動激しいカリフォルニアで日米の架け橋となる志を立て、ハリウッドで修業し戦前から戦後にかけて日本で活躍した映画キャメラマン三村明の波乱の半生について、清水が企画。＜メディア・シンクタンク 第13回＞によれば、占領下においてアメリカ戦略爆撃調査団の一員として広島・長崎を始めとする日本各地の爆撃の爪跡を記録したカラーフィルムにどんな思いを込めていたのかを検証するため、三村の撮影助手を務めた日本映画撮影監督協会名誉会員の撮影監督・萩原泉、映画技術史にも造詣の深い撮影監督ジョン・ベイリー、戦略爆撃調査団に詳しいミシガン大学のマーク・ノーネス教授、ドキュメンタリー「ヒロシマナガサキ」の中で三村撮影フィルムを引用したスティーブン・オカザキ監督、日本と北朝鮮の2つのアイデンティティをもつヤン・ヨンヒ監督、ドキュメンタリー「311」で東日本大震災から2週間後の被災地を撮影した森達也監督らにインタビューを行っている。また、同番組は、2016年に行われた第44回国際エミー賞の芸術番組部門を受賞。その他にも2016年日本民間放送連盟賞 番組部門テレビ教養番組 最優秀を獲得し多方面から高い評価を受けている。